# 雅弗
雅弗（Japheth）天主教思高聖經譯耶斐特，聖經創世紀中人物，挪亞的兒子，兄為閃姆和含姆。他與父母、兄弟、妻子和兄弟的妻子共八人進方舟，避過洪水滅世。其後上帝賜福給挪亞和三兄弟，並以彩虹立約。创世纪提到，雅弗三兄弟的父亲挪亚醉酒后赤身裸体，含姆看见并显不敬，神 因此咒诅含姆；雅弗和闪姆倒退着进去，拿衣服给父亲盖上（创世纪9:23)。據聖經記載，雅弗有七個兒子，歌篾、瑪各、瑪代、雅完、土巴、米設和提拉。
后来，雅弗在列国表中被视为爱琴海、安纳托利亚等地人民的祖先。在中世纪和早期现代欧洲传统中，他被认为是欧洲人的始祖，而伊斯兰传统也将中国人看作他的后裔之一。
猶太人世界观中，世界由亞、非、歐三州組成，諾亞三名兒子即為白、黃、黑三色人種祖先。古蘭經中沒有名字，以「諾亞的兒子」稱呼出現。麻赫穆德·喀什噶里说他是突厥人祖先，拉施德丁的《史集》採取同樣看法，認為雅弗即突厥傳說人物阿不勒札汗，其後裔為烏古斯可汗。
另外，亦有說「雅弗」（Japheth）這個名字與木星（Jupiter）在語言學上同源，有可能暗示這個名稱與古代的木星崇拜有關。